# Jorge Gerdau
Jorge Gerdau Balbi Johannpeter ComMM • ComRB (Rio de Janeiro, 8 de dezembro de 1936) é um empresário brasileiro, atual presidente do conselho de administração da Gerdau.
Em 2024, foi listado como uma das 100 pessoas mais ricas do Brasil, segundo o anuário da revista Forbes.

## Biografia
Jorge Gerdau Balbi Johannpeter é o terceiro filho de Curt Johannpeter e de sua esposa, Helda Gerdau, a filha mais velha de Hugo Gerdau. É bisneto de João Gerdau, o fundador da empresa. A família alemã era radicada no Rio Grande do Sul, onde ele cresceu e estudou. Jorge tem três irmãos: Germano, Klaus e Frederico.
Com quatorze anos, durante as férias escolares, operou na fábrica da família as máquinas de produção de pregos, convivendo com os operários.[carece de fontes?] À tarde, trabalhava no escritório, aprendendo a tirar notas fiscais; à noite, estudava contabilidade.[carece de fontes?] Em 1957, cursou como aluno o Centro de Preparação de Oficiais da Reserva de Porto Alegre, estabelecimento de ensino do exército brasileiro. Ao final deste mesmo ano foi declarado Aspirante à Oficial da Reserva da Arma de Cavalaria. No ano de 1961, formou-se em Direito pela Universidade Federal do Rio Grande do Sul (UFRGS).[carece de fontes?]
Na década de 1960, quando auxiliava o pai na condução dos negócios, percebeu que era o momento de expandir e comprou a Fábrica de Arames São Judas, em São Paulo.[carece de fontes?] A próxima compra seria a Siderúrgica Açonorte, em Pernambuco. Em 1972, adquiriu a Companhia Siderúrgica da Guanabara. A partir daquele momento, o Grupo Gerdau entendeu que era preciso sair do Rio Grande do Sul e, mais tarde, ultrapassar as fronteiras do país, a fim de não perder a competitividade.
Desde 1973, faz parte do conselho de administração da empresa de sua família. Em 1983, tornou-se o diretor-presidente da mesma empresa, justamente no momento em que o grupo se tornou um dos grandes conglomerados siderúrgicos do mundo. Ocupou tal cargo até 2006.
Em 1994, Johannpeter foi condecorado pelo presidente Itamar Franco com a Ordem do Mérito Militar no grau de Comendador especial. Da mesma forma, foi admitido por Luiz Inácio Lula da Silva em 2006 à Ordem de Rio Branco no mesmo grau. O empresário aconselhou presidentes da República, como Dilma Roussef, na formulação de políticas industriais, mas também em outras áreas.
Gerdau é fundador do "Programa Gaúcho da Qualidade e Produtividade e do Movimento Brasil Competitivo". É membro da Academia Internacional da Qualidade, da Academia Brasileira da Qualidade e integra o Conselho da Fundação Nacional da Qualidade. Nas áreas de educação e cultura, foi fundador e presidiu por 10 anos o Conselho de Governança do movimento Todos pela Educação e o Conselho da Fundação Iberê Camargo, é vice-presidente do Conselho da Fundação Bienal do Mercosul e integrante do Conselho da Parceiros Voluntários.
Atua também como membro do Conselho do Instituto Aço Brasil, do qual foi presidente durante duas gestões. Faz parte do Conselho Superior Estratégico da Fiesp e do Conselho Consultivo do escritório do David Rockefeller Center for Latin American Studies no Brasil, mantido pela Universidade de Harvard.[carece de fontes?]
Foi considerado pela Revista Época um dos 100 brasileiros mais influentes de 2009. Em 2014, ficou em 1º lugar dentre os 100 líderes de melhor reputação no Brasil, segunda a Revista Exame. Foi suplente do conselho deliberativo do time de futebol Grêmio Foot-Ball Porto Alegrense com mandato de 2013 a 2019.
Jorge Johannpeter casou-se três vezes e teve cinco filhos: Carlos, André, Beatriz, Marta e Karina Johannpeter. Sua atual esposa é Maria Elena Pereira Johannpeter.

## Operação Zelotes
Numa das etapas da Operação Zelotes, a Polícia Federal cumpriu diversos mandados de busca e apreensão em endereços relacionados à empresa Gerdau. O empresário chegou a ser acusado de repassar, nos anos de 2010 e 2014, vantagem indevida de R$ 1,333 milhão paga mediante doações oficiais para o senador Romero Jucá (PMDB-RR). De acordo com a denúncia da PGR, o empresário teria feito o pagamento por meio de doações oficiais aos diretórios do PMDB Nacional e do estado de Roraima com o objetivo de obter favorecimentos à sua empresa. Entretanto, a Segunda Turma do Supremo Tribunal Federal rejeitou por unanimidade a denúncia apresentada contra o senador Romero Jucá (PMDB-RR) e o empresário Jorge Gerdau, por ausência e insuficiência de elementos probatórios mínimos.

## Brasil Paralelo
Em ata da assembleia geral extraordinária de acionistas do Brasil Paralelo, datada de 11 de maio de 2022, consta que  Gerdau emprestou R$1,5 milhão para a empresa, contabilizado no balanço patrimonial como Adiantamento para Futuro Aumento de Capital (AFAC) – o que garantiu ao empresário a possibilidade de transformar o empréstimo em ações preferenciais da Brasil Paralelo.

## Outras funções
- Presidente do Conselho Superior do Movimento Brasil Competitivo (MBC)
- Líder do Programa Gaúcho da Qualidade e Produtividade (PGQP)
- Presidente do Conselho do Prêmio Qualidade do Governo Federal
- Membro do Conselho da Fundação para o Prêmio Nacional da Qualidade
- Membro do Conselho-Diretor do International Iron and Steel Institute (IISI)
- Conselheiro do Instituto do Aço Brasil
- Presidente do Conselho de Administração de Açominas
- Membro do Conselho de Desenvolvimento Econômico e Social do Governo Federal
- Membro do Conselho Nacional de Desenvolvimento Industrial (CNDI)
- Membro do Conselho de Governança do Instituto Millenium
- Membro do Conselho de Administração da Pólo RS - Agência de Desenvolvimento
- Presidente do Conselho Consultivo da Junior Achievement Brasil